# Дьомінська сільська рада (Шадрінський район)
Дьо́мінська сільська рада (рос. Дёминский сельский совет) — сільське поселення у складі Шадрінського району Курганської області Росії.
Адміністративний центр — село Дьоміно.
Населення сільського поселення становить 427 осіб (2017; 462 у 2010, 610 у 2002).

## Склад
До складу сільського поселення входять:
| Населений пункт       | Населення, осіб (2002) | Населення, осіб (2010) |
| --------------------- | ---------------------- | ---------------------- |
| Дьоміно, село         | 373                    | 312                    |
| Єльнична, присілок    | 68                     | 53                     |
| Жеребенкова, присілок | 169                    | 97                     |